# K'inich Janaab' Pakal Ier
Ne doit pas être confondu avec K'inich Janaab' Pakal II ou Janaab' Pakal.

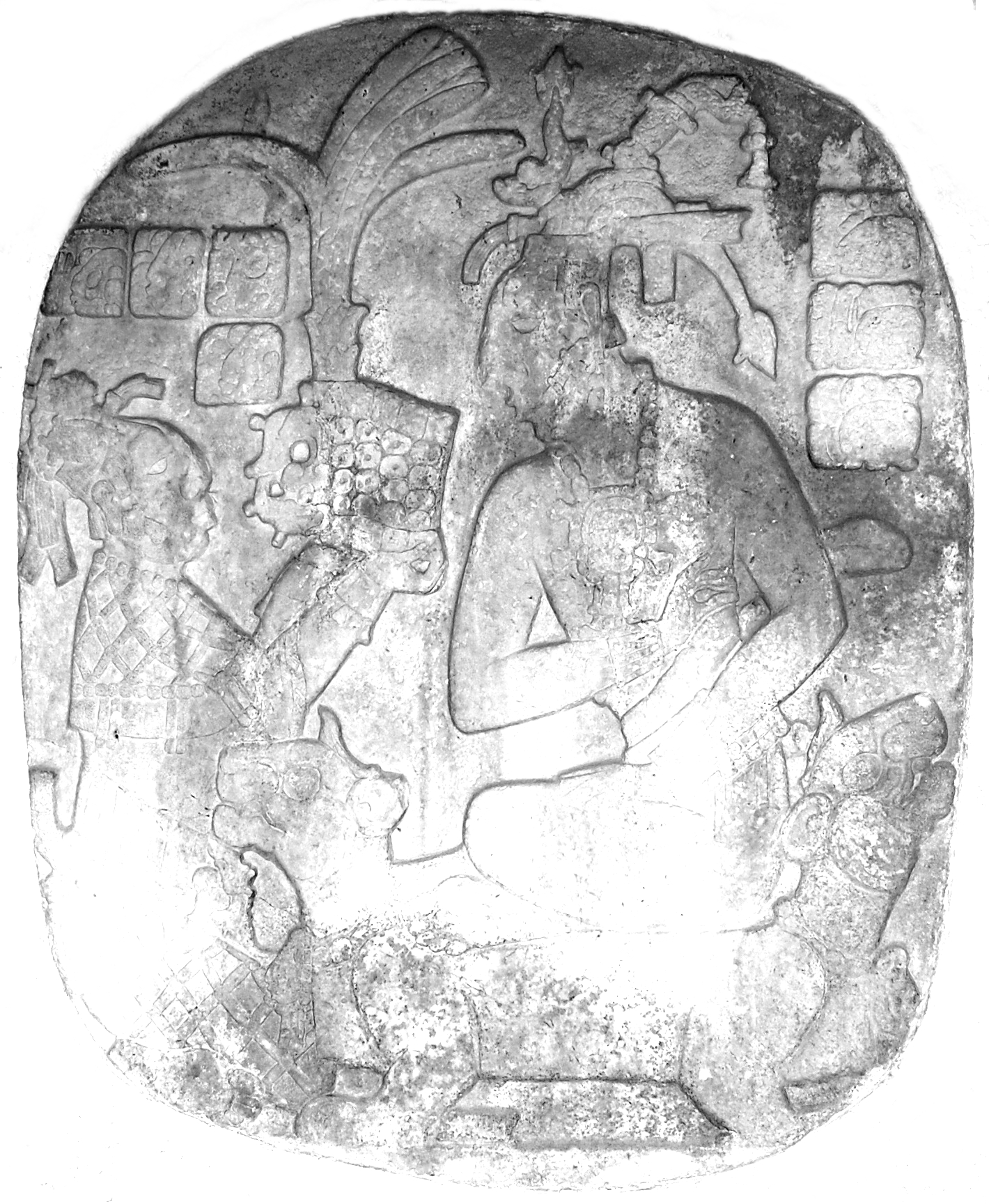
Tablette ovale du Palais : Dame Sak K'uk présentant une couronne à son fils K'inich Janaab' Pakal le jour de son accession au trône.

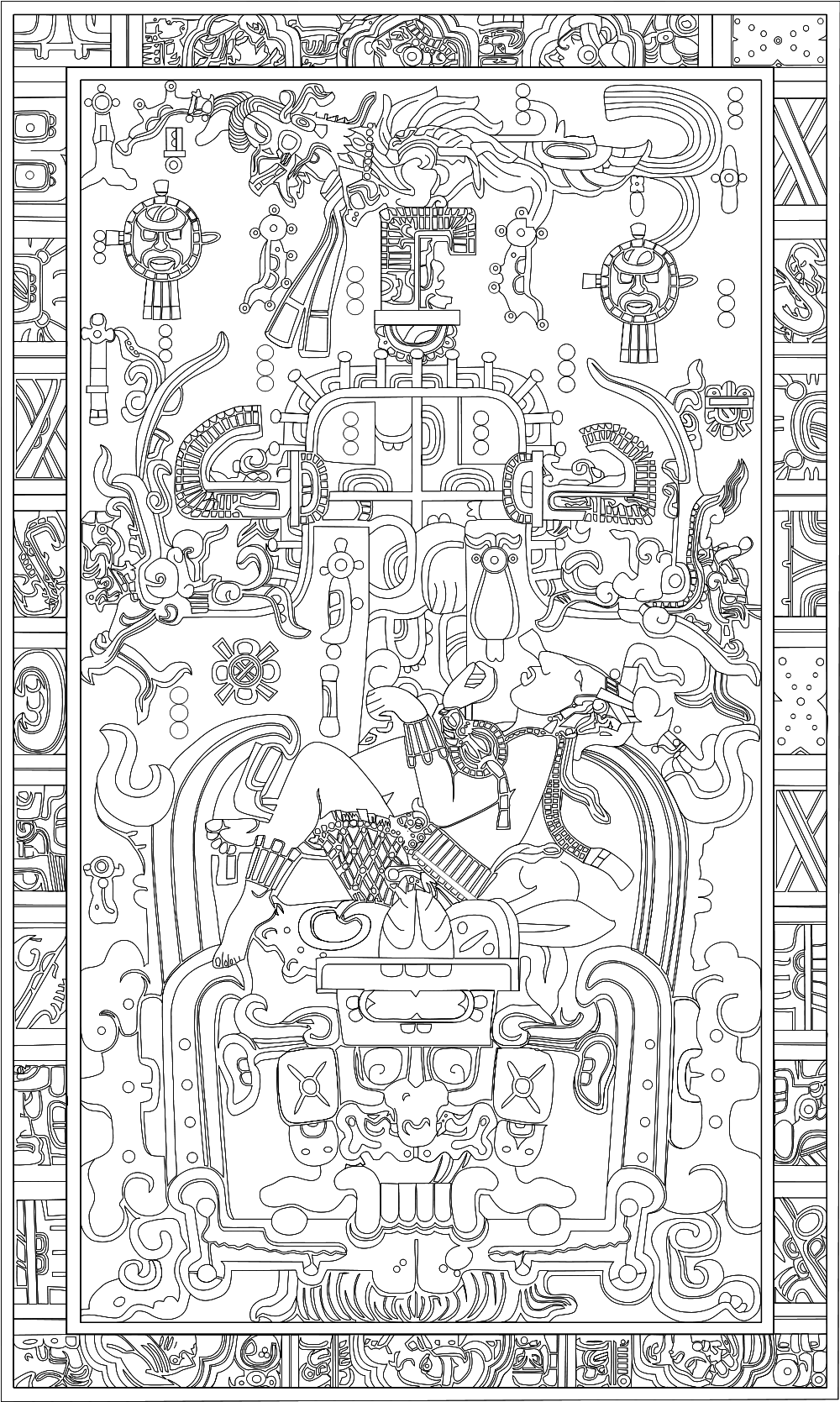
Bas-relief de la dalle scellant le sarcophage de K'inich Janaab' Pakal Ier dans le Temple des Inscriptions de Palenque.

K'inich Janaab' Pakal Ier (23 mars 603 - 28 août 683), aussi connu sous le nom de Pacal II et de Pacal le Grand, est le plus célèbre Ahau (souverain) de la cité-État maya de Palenque. Il monte sur le trône à l'âge de 12 ans le 29 juillet 615, et vit jusqu'à l'âge de 80 ans. Sa mère dirige la cité en attendant que son fils devienne adulte. Son nom signifie « Grand Soleil (K'inich) » - « Bouclier » (Pakal) - « rayonnant » (Janaab') en maya.
K'inich Janaab' Pakal Ier restaure la puissance de Palenque après une série de revers catastrophiques au cours de conflits avec Calakmul et se lance dans une campagne de constructions qui marquent encore de leur empreinte le site archéologique actuel.
La découverte de son tombeau en 1952 est considérée comme une des plus importantes de l'archéologie maya.

## Histoire
K'inich Janaab Pakal Ier accède au trône alors que Palenque, qui avait subi plusieurs attaques de Calakmul, était au plus bas. Il succède à un souverain mystérieux connu sous le nom de Muwaan Mat. À la fin du XXe siècle, on pensait que derrière ce nom se dissimulait la mère de Pakal, Dame Sak K'uk' qui serait montée sur le trône, faute d'héritier mâle éligible. La chose s'était déjà produite à Palenque. Cette théorie est aujourd'hui largement abandonnée. Son père, K'an Hix Mo pourrait être d'origine étrangère et certains auteurs spéculent même que Pakal serait né ailleurs qu'à Palenque. La Tablette ovale du Palais témoigne en tout cas que sa mère exerça un grand rôle au début du règne, sans qu'on puisse préciser lequel.
On a trouvé peu de références à cette période, qui ne fut donc probablement pas très faste. Les premiers grands évènements relatés sont son mariage avec Dame Tz'akb'u, ajaw de la cité de Totkan, vers 626, puis la capture d'un de ses seigneurs par la cité de Piedras Negras en 628.
Ensuite, la stabilité de son long règne et celle, contemporaine, d'autres grandes cités mayas comme Tikal permettent à Palenque de développer sa puissance et son prestige. Ainsi, à partir de 647, Pakal peut financer la construction du « Templo Olvidado » (« temple oublié », connu aussi sous le nom de temple H), puis des bâtiments du secteur est du Palais (maisons A, B et C).
Après sa mort, son fils K'inich Kan Balam II lui succède, puis son cadet, Kan Joy Chitam II.

## Monument funéraire

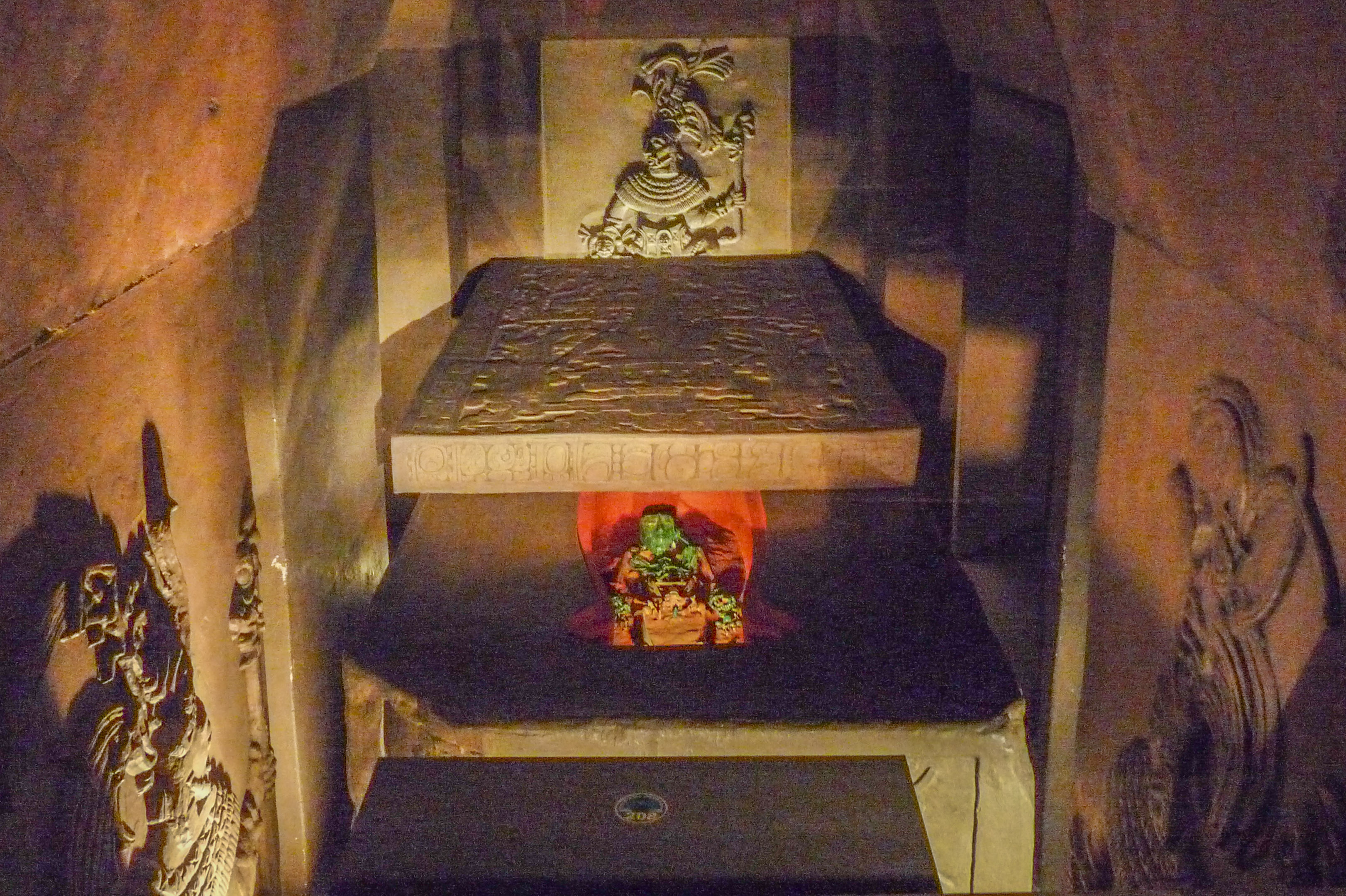
Reproduction de la chambre funéraire de Pakal au Musée national d'anthropologie de Mexico

K'inich Janaab' Pakal Ier conçut son propre monument funéraire, le Temple des inscriptions, qui fut achevé par son fils K'inich Kan Balam II.
L'histoire de sa découverte est un des épisodes célèbres de l'archéologie maya. En 1949, l'attention de l'archéologue mexicain Alberto Ruz Lhuillier, qui travaillait sur le site, se porta sur une particularité d'une grande dalle de la salle arrière du Temple des inscriptions: elle était percée de deux rangées de trous obstrués par des bouchons de pierre. La chose était connue mais personne ne s'y était intéressé jusqu'alors. Ruz eut l'intuition qu'il s'agissait de trous ayant servi à soulever la dalle. Il commença à creuser à côté de la dalle et découvrit l'amorce d'un escalier secret qui avait été soigneusement comblé. Il ne fallut pas moins de quatre saisons de fouilles à l'équipe de Ruz pour déblayer l'escalier voûté qui s'enfonçait au cœur de la pyramide. Le travail se révéla lent et pénible. En juin 1952, arrivés 22 mètres plus bas, les archéologues se heurtèrent à deux murs. Après avoir percé le premier, ils trouvèrent une cache d'objets précieux. Juste derrière se trouvait un deuxième mur compact et épais de près de 4 mètres, dont le percement se révéla ardu. Les archéologues découvrirent une chambre où se trouvait un coffre contenant les restes de six individus sacrifiés. Au fond de cette chambre se trouvait une grande dalle triangulaire. Après l'avoir déplacée, Ruz se retrouva dans une crypte dont la plus grande partie était occupée par une plaque, dont la surface était sculptée d'un personnage incliné en arrière, reposant sur un énorme bloc de calcaire. À un congrès d'américanistes à Cambridge, il avança qu'il s'agissait d'un autel et que le personnage était une victime sacrificielle.

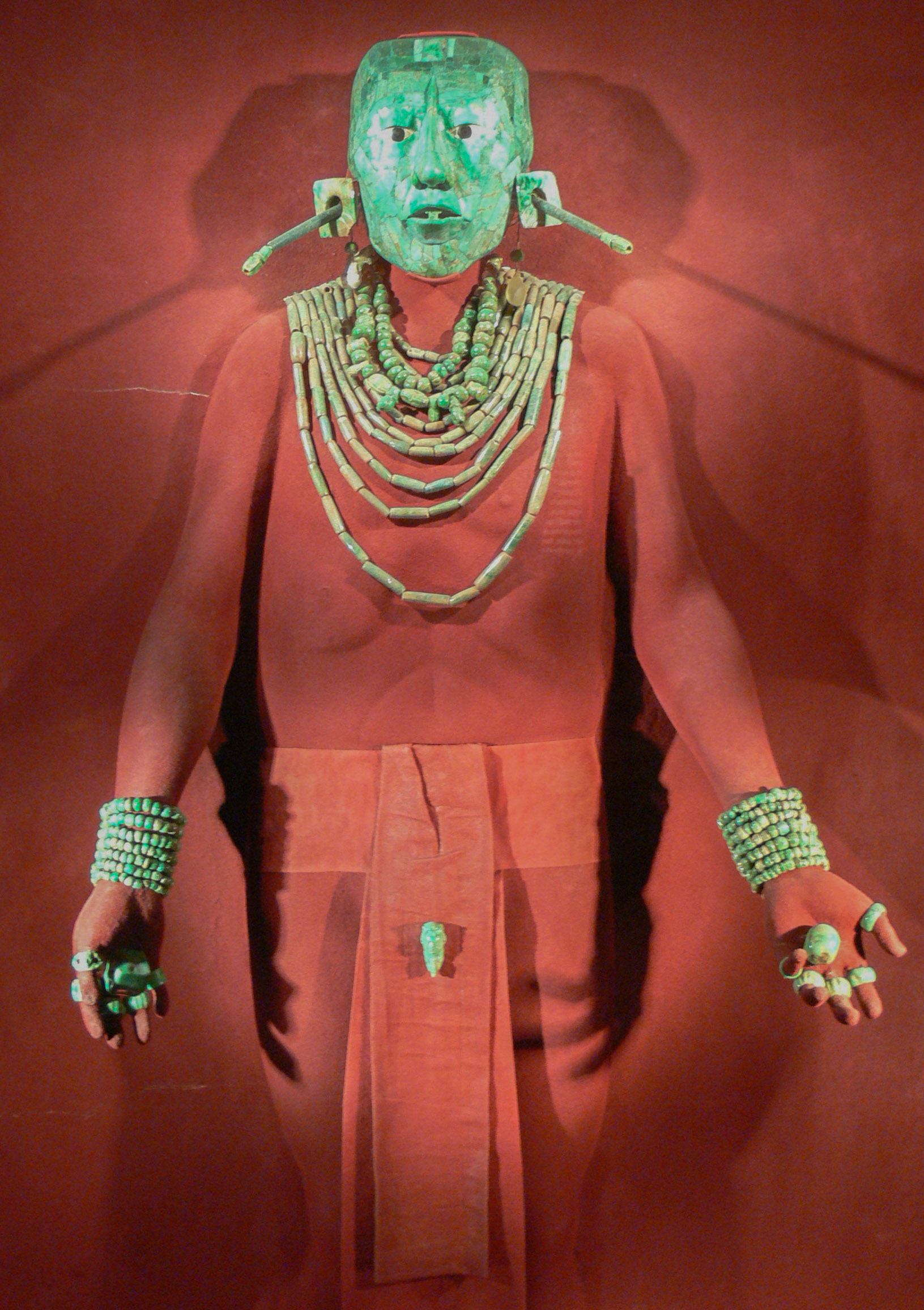
Présentation des objets (dont le masque) trouvés dans le cercueil de K'inich Janaab' Pakal Ier dans leur position d'origine

En novembre de la même année, les archéologues forèrent un trou dans le bloc et s'aperçurent qu'il était creux. Ils utilisèrent des crics pour soulever la dalle lourde de cinq tonnes et découvrirent une cavité de deux mètres de long dans laquelle reposait un squelette, la tête vers le nord. Les parois du cercueil ainsi que le corps étaient couverts de cinabre. Le défunt était couvert de bijoux et d'ornements précieux, en jade pour la plupart. Sur le visage se trouvaient les fragments d'un masque de jade désagrégé qui fut reconstitué par la suite. Sur la poitrine reposait un pectoral de jade. Parmi les autres objets retrouvés, les plus énigmatiques sont un cube de jade que le défunt tenait dans la main droite, et une sphère de jade dans la main gauche. En 1952, Ruz n'avait pas la moindre idée de l'identité du défunt. Il fallut attendre les années 1960 et les progrès du déchiffrement de l'écriture maya pour que David Kelley et Floyd Lounsbury mettent un début de nom sur le défunt: « Pacal » (« bouclier » en maya).

## Controverse
Après la découverte du sarcophage de Pakal, des anthropologues physiques procédèrent à un examen ostéologique des restes du défunt  et lui attribuèrent - sans préciser par quelle méthode - un âge d'« approximativement 40 à 50 ans ». À cette époque, l'état du déchiffrement de l'écriture maya ne permettait pas encore de lire les inscriptions du sarcophage. Dans les années 1970, leur déchiffrement révéla que Pakal était âgé de 80 ans au moment de sa mort. C'est ainsi que débuta une controverse au sujet de l'âge de Pakal, opposant anthropologie et épigraphie. Certains auteurs ont spéculé que les dates choisies correspondent à des événements symboliques du calendrier maya et ne doivent donc pas être prises littéralement. Il s'agissait de favoriser le règne du souverain en associant à son règne des dates propices, marquant des événements religieux significatifs. En 2003, eut lieu une conférence ayant pour but de réexaminer le problème.
Une analyse histologique fine permet maintenant de conclure que l'âge de Pakal est tout à fait compatible avec les données épigraphiques selon lesquelles il mourut à 80 ans.

## Culture populaire
Pacal II est le dirigeant des Mayas dans le jeu vidéo Civilization IV : Beyond the Sword ainsi que dans sa suite Civilization V.